# Isaac Pitman

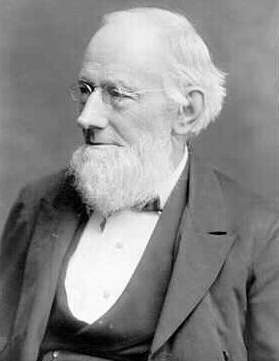
Isaac Pitman

Sir Isaac Pitman (4 stycznia 1813 – 12 stycznia 1897), uszlachcony w roku 1894, stworzył w swoim czasie najczęściej używany w świecie anglojęzycznym system stenograficzny, znany jako Pitman shorthand. Znany także z upowszechnienia korespondencyjnej metody nauczania.

## Życiorys
Urodzony w Anglii, w miejscowości Trowbridge lub Bath.
Pitman po krótkim okresie pracy jako biuralista w fabryce tekstyliów ukończył szkołę pedagogiczną i przez 11 lat nauczał w szkołach powszechnych. W tym czasie poznał stenografię systemu Taylora. Założył prywatną szkołę technik biurowych w miejscowości Wotton-under-Edge, w której uczył stenografii. Był także członkiem Towarzystwa Wegetariańskiego i członkiem Kościoła Nowego Jeruzalem.
W 1837 ukazało się pierwsze wydanie broszury pt. Sound-Hand, w której Pitman zaprezentował pierwsze przykładowe teksty zapisane w nowym systemie stenograficznym własnego autorstwa. Izaak Pitman był zwolennikiem reformy ortografii angielskiej na bardziej fonetyczną i swój system zaprojektował pod tym kątem.
Jako wierny wyznawca Nowego Kościoła udzielał się w życiu kongregacji. W roku pierwszego wydania swojego systemu stenograficznego przyjął pełną abstynencję od napojów alkoholowych, którą rok później, w 1838, uzupełnił o wegetarianizm.
Do celów nauczania i propagacji idei pisma fonetycznego, a przy okazji swojego systemu stenograficznego założył Instytut Fonetyczny (Phonetic Institute) w Bath, gazetę Phonetic Journal oraz firmę Izaak Pitman i Synowie, która w XIX wieku stała się bodaj największą instytucją kształcenia w przedmiotach biurowych oraz jedną z pierwszych firm prowadzących stale kursy korespondencyjne na świecie. W XX w. firma podzieliła się na dwie, istniejące do dziś: Pitman Training i JHP Training.
Izaak Pitman był dziadkiem Sir Jamesa Pitmana, który wynalazł Initial Teaching Alphabet, co dowodzi, że potomkowie odziedziczyli zainteresowania fonetyką angielską.

## Cytaty
- "Well-arranged time is the surest mark of a well-arranged mind." - "Dobra organizacja czasu jest najpewniejszą oznaką uporządkowanego umysłu."
- "I have no intention of becoming a shorthand author." - "Nie mam zamiaru zostać autorem systemu stenograficznego."